# AEW Road Rager
AEW Road Rager é um professional wrestling especial de televisão anual produzido pela americana promoção All Elite Wrestling (AEW). Estabelecido em 2021, o evento original foi ao ar como um episódio especial do principal programa de televisão semanal da promoção, Wednesday Night Dynamite. Em 2022, foi expandido para um evento de duas partes, com a segunda parte indo ao ar como um episódio especial de Friday Night Rampage.

## Historia
Devido à pandemia de COVID-19 que começou a afetar a indústria em meados de março de 2020, All Elite Wrestling (AEW) realizou a maioria de seus programas de Daily's Place em Jacksonville, Flórida; esses eventos foram originalmente realizados sem fãs, mas a empresa começou a realizar shows com capacidade de 10 a 15% em agosto, aumentando gradualmente com o passar do tempo, antes de finalmente realizar shows com capacidade total em maio de 2021. Também em maio, a AEW anunciou que voltaria às turnês ao vivo, começando com um episódio especial de Dynamite intitulado Road Rager em 7 de julho , por sua vez, tornando-se a primeira grande promoção luta profissional a retomar as turnês ao vivo durante a pandemia. Road Rager foi anunciado para ser realizado em Miami, Flórida no James L. Knight Center e foi o primeiro de um período de quatro semanas de episódios especiais Dynamite como parte do AEW's "Welcome Back", que continuou com a turnê de duas partes Fyter Fest em 14 e 21 de julho e terminou com Fight for the Fallen em 28 de julho.

## Eventos
| # | Eventos           | Data                                   | Cidade              | Local                  | Main Event | Ref.  |
| - | ----------------- | -------------------------------------- | ------------------- | ---------------------- | --- | ----- |
| 1 | Road Rager (2021) | 7 de Julho 2021                        | Miami, Florida      | James L. Knight Center | The Young Bucks (Matt Jackson and Nick Jackson) (c) (with Brandon Cutler) vs. Eddie Kingston and Penta El Zero Miedo in a Street Fight for the AEW World Tag Team Championship | [ 6 ] |
| 2 | Road Rager (2022) | 15 de Junho 2022                       | St. Louis, Missouri | Chaifetz Arena         | Jurassic Express (Jungle Boy and Luchasaurus) (c) vs. The Young Bucks (Matt Jackson and Nick Jackson) in a Tag team ladder match for the AEW World Tag Team Championship       | [ 7 ] |
| 2 | Road Rager (2022) | 15 de Junho 2022 (exibido 17 de Junho) | St. Louis, Missouri | Chaifetz Arena         | Darby Allin vs. Bobby Fish | [ 8 ] |